# Gran Premi del Brasil del 2001
Resultats del Gran Premi de Brasil de Fórmula 1 de la temporada 2001, disputat al circuit de Interlagos, l'1 d'abril del 2001.

## Resultats
| Pos | No | Pilot                 | Equip              | Voltes | Temps/ Retirada    | Pos. de sortida | Punts |
| --- | -- | --------------------- | ------------------ | ------ | ------------------ | --------------- | ----- |
| 1   | 4  | David Coulthard       | McLaren - Mercedes | 71     | 1h 39' 00. 834     | 5               | 10    |
| 2   | 1  | Michael Schumacher    | Ferrari            | 71     | + 16.164 s         | 1               | 6     |
| 3   | 16 | Nick Heidfeld         | Sauber - Petronas  | 70     | + 1 Volta          | 9               | 4     |
| 4   | 9  | Olivier Panis         | BAR - Honda        | 70     | + 1 Volta          | 11              | 3     |
| 5   | 12 | Jarno Trulli          | Jordan - Honda     | 70     | + 1 Volta          | 7               | 2     |
| 6   | 7  | Giancarlo Fisichella  | Benetton - Renault | 70     | + 1 Volta          | 18              | 1     |
| 7   | 10 | Jacques Villeneuve    | BAR - Honda        | 70     | + 1 Volta          | 12              |       |
| 8   | 22 | Jean Alesi            | Prost - Acer       | 70     | + 1 Volta          | 15              |       |
| 9   | 20 | Tarso Marques         | Minardi - European | 68     | + 3 Voltes         | 22              |       |
| 10  | 8  | Jenson Button         | Benetton - Renault | 64     | + 7 Voltes         | 20              |       |
| 11  | 11 | Heinz-Harald Frentzen | Jordan - Honda     | 63     | Part elèctrica     | 8               |       |
| Ret | 17 | Kimi Räikkönen        | Sauber - Petronas  | 55     | Virolla            | 10              |       |
| Ret | 5  | Ralf Schumacher       | Williams - BMW     | 54     | Virolla            | 2               |       |
| Ret | 23 | Gaston Mazzacane      | Prost - Acer       | 54     | Embragatge         | 21              |       |
| Ret | 18 | Eddie Irvine          | Jaguar - Cosworth  | 52     | Virolla            | 13              |       |
| Ret | 6  | Juan Pablo Montoya    | Williams - BMW     | 38     | Col·lisió          | 4               |       |
| Ret | 14 | Jos Verstappen        | Arrows - Asiatech  | 37     | Col·lisió          | 17              |       |
| Ret | 19 | Luciano Burti         | Jaguar - Cosworth  | 30     | Motor              | 14              |       |
| Ret | 21 | Fernando Alonso       | Minardi - European | 25     | Part elèctrica     | 19              |       |
| Ret | 15 | Enrique Bernoldi      | Arrows - Asiatech  | 15     | Hidràulics         | 16              |       |
| Ret | 2  | Rubens Barrichello    | Ferrari            | 2      | Col·lisió          | 6               |       |
| Ret | 3  | Mika Häkkinen         | McLaren - Mercedes | 0      | Calat a la sortida | 3               |       |

## Altres
- Pole: Michael Schumacher 1' 13. 780

- Volta ràpida: Ralf Schumacher 1' 15. 692 (a la volta 38)